# Щитоноска рыжая
Щитоноска рыжая (лат. Hypocassida subferruginea) — жук подсемейства щитовок из семейства листоедов.

## Распространение
Встречается в западном палеарктическом регионе на восток до Монголии и Китая (провинция Хэбэй и Синьцзян-Уйгурский автономный район).

## Экология и местообитания
Кормовые растения — вьюнковые (Convolvulaceae): вьюнок полевой (Convolvulus arvensis) и повой заборный (Calystegia sepium).